# Анджело Качавенда
Анджело Качавенда (серб. Andelo Kaĉavenda; нар. 22 січня 1999, Новий Сад, АК Воєводина, Сербія і Чорногорія) — сербський футболіст, опорний півзахисник луганської «Зорі», який виступає в оренді в сімферопольській «Таврії».

## Життєпис
Народився в місті Новий Сад. Розпочав футбольну кар'єру в клубі «Ветерник», з передмістя Нового Саду. З 12-ти років виступав за «Воєводину». У сезоні 2016/17 років виступав за ««Воєводину U-19», завершив зі своєю командою перше коло на 3-му місці з 16-ти команд-учасниць. ЗЗіграв 15 матчів, в яких провів на полі в кожній зустрічі від стартового до фіналбного свистка. Відзначився п'ятьма результативними передачами.
На початку січня 2017 року відправився на збори в Туреччину з луганською «Зорею». А вже 23 січня підписав 4-річний контракт з луганським клубом. Проте за першу команду луганців не зіграв жодного офіційного поєдинку, виступаючи виключно за молодіжну команду.
Напочатку березня 2019 року відправився в оренду до «Таврії». Дебютував у футболці сімферопольського клубу 7 квітня 2019 року в нічийному (1:1) виїзному поєдинку 18-о туру Другої ліги проти одеського «Реал Фарма». Анджело вийшов на поле в стартовому складі та відіграв увесь матч.